# المقاور (شرس)

تعديل مصدري - تعديل

المقاور هي إحدى قرى عزلة بيت قدم بمديرية شرس التابعة لمحافظة حجة، بلغ تعداد سكانها 173 نسمة حسب تعداد اليمن لعام 2004.